# Баев, Вячеслав Яковлевич
Вячеслав Яковлевич Баев — советский хозяйственный, государственный и политический деятель. Заслуженный машиностроитель РСФСР (1982).

## Биография
Родился в 1922 году в Екатеринбурге. Член КПСС.
Образование высшее (окончил Уральский политехнический институт)
С 1945 года — на хозяйственной, общественной и политической работе.
- В 1945—1948 гг. — мастер, технолог, заведующий ТБ на Днепропетровском заводе металлургического оборудования[1].
- В 1948—1950 гг. — начальник КБ Свердловского филиала центральной броневой лаборатории № 1 Минтрансмаша[1].
- В 1950—1956 гг. — заведующий промышленно-транспортным отделом, второй секретарь Кировского райкома КПСС г. Свердловска[1].
- В 1956—1959 гг. — первый секретарь Кировского райкома КПСС г. Свердловска[1][2].
- В 1959—1985 гг. — заведующий отделом машиностроения Свердловского обкома КПСС<[1].

С 1985 гг. — персональный пенсионер
Умер в Екатеринбурге в 2000 году. Похоронен на Ивановском кладбище.